# مار موش‌خوار ایرانی
مار موش‌خوار ایرانی یا  گوند مار ایرانی (نام علمی: Zamenis persicus) نام یک گونه از سرده زمنیس است.
طول کل این مار ۱۰۶ و طول دم ۲۵ سانتیمتر است و در مناطق جنگلی، بوته زارها و علفزارها زندگی می‌کند.